# Керстін Ферстер
Керстін Ферстер (нім. Kerstin Förster, 9 листопада 1965) — східнонімецька академічна веслувальниця.
Олімпійська чемпіонка 1988 року в складі парної четвірки.
Чемпіонка світу 1986, 1987 років у складі парної четвірки, срібна призерка 1983 року в складі парної четвірки зі стерновою.